# Roberto Infascelli (attore)
Roberto Infascelli (Roma, 18 settembre 1981) è un attore e conduttore radiofonico italiano.

## Biografia
È figlio della scenografa Paola Comencini e nipote del regista Luigi Comencini.
Nella sua carriera di attore ha girato varie serie e film, tra le quali Romanzo criminale - La serie, nella quale ha interpretato "il Sorcio".
Da diversi anni è speaker dell'emittente radiofonica Tele Radio Stereo di proprietà del costruttore Edoardo Caltagirone. Conduce, insieme ad Augusto Ciardi e Andrea Corallo, la fascia oraria 14-17 della radio romana.

## Filmografia parziale

### Cinema
- I divertimenti della vita privata, regia di Cristina Comencini (1992)
- La bestia nel cuore, regia di Cristina Comencini (2005)
- Romanzo criminale, regia di Michele Placido (2005)
- Quale amore, regia di Maurizio Sciarra (2006)
- Un giorno speciale, regia di Francesca Comencini (2012)

### Televisione
- Io e mamma, regia di Andrea Barzini (2007)
- Romanzo criminale, regia di Michele Placido (2005) – Versione integrale
- Aldo Moro - Il presidente, regia di Gianluca Maria Tavarelli (2008)
- Romanzo criminale - La serie, regia di Stefano Sollima (2008-2010)